# تپه قورد درسی
تپه قورد درسی مربوط به دوره اشکانیان است و در شهرستان گرمی، بخش موران، دهستان آزادلو، روستای سلاله واقع شده و این اثر در تاریخ ۱۲ دی ۱۳۸۶ با شمارهٔ ثبت ۲۰۴۰۰ به‌عنوان یکی از آثار ملی ایران به ثبت رسیده است.